# 147 v. Chr.
Portal Geschichte | Portal Biografien | Aktuelle Ereignisse | Jahreskalender | Tagesartikel

◄ |
3. Jahrhundert v. Chr. |
2. Jahrhundert v. Chr. |
1. Jahrhundert v. Chr. |
►

◄ | 160er v. Chr. | 150er v. Chr. | 140er v. Chr. | 130er v. Chr. |
120er v. Chr. |
►

◄◄ | ◄ | 150 v. Chr. | 149 v. Chr. | 148 v. Chr. | 147 v. Chr. |
146 v. Chr. |
145 v. Chr. |
144 v. Chr. |
► |
►►
Staatsoberhäupter

## Ereignisse

### Politik und Weltgeschehen

#### Römisches Reich / Karthago

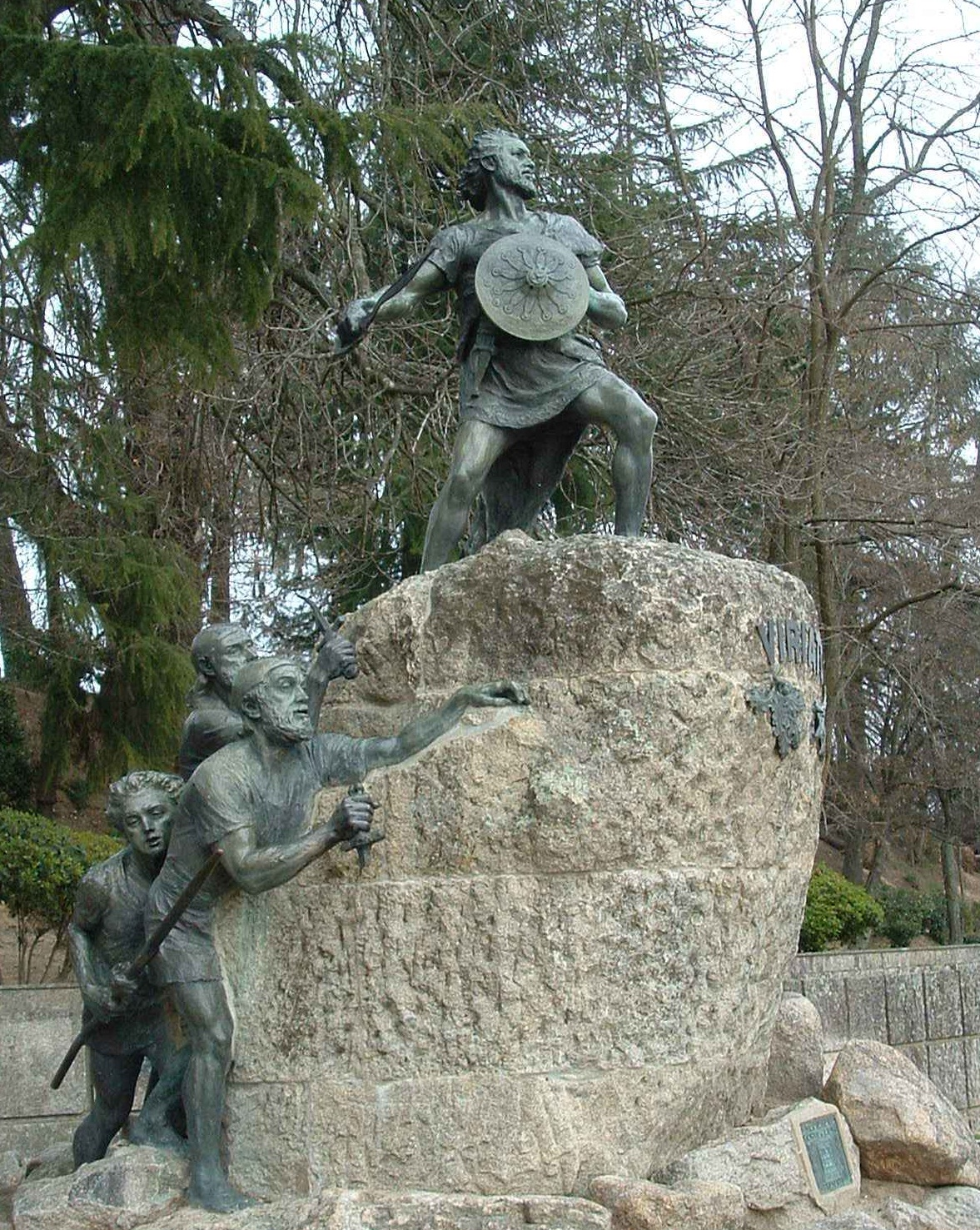
Viriathus-Statue bei Viseu, Portugal

- Unter Viriathus beginnt der Aufstand in Lusitanien gegen die Römer (bis 139 v. Chr.).
- Publius Cornelius Scipio wird zum Konsul gewählt.
- Hasdrubal bemächtigt sich des Oberbefehls in Karthago und verteidigt die Stadt gegen die Römer.

#### Seleukidenreich
- Demetrios II. eröffnet den Kampf um das Seleukidenreich gegen den Usurpator Alexander I. Balas.
- Kamnaskires I. Soter vertreibt den seleukidischen Statthalter aus Susa und macht sich selbst zum Herrscher von Elymais.

### Kultur
- Auf einem Stich ist der chinesische Kaiser Yǔ mit einer V-förmigen Rute abgebildet.